# Det tredje rikets uppgång och fall
Det tredje rikets uppgång och fall (engelska: The Rise and Fall of the Third Reich) är en facklitterär bok av den amerikanske journalisten William L. Shirer, bosatt i Nazityskland fram t.o.m. december 1940. Boken tecknar en ingående historisk bild av Adolf Hitler, Nazityskland (Tredje riket) 1933-1945 samt även Hitlers väg till makten och Tredje rikets inre konsolidering 1933-35.
Boken är baserad på beslagtagna dokument från Tredje Riket, dagböcker från propagandaminister Joseph Goebbels, general Franz Halder och den italienske utrikesministern Galeazzo Ciano, bevisföring från Nürnbergrättegångarna, brittiska utrikesrapporter, författarens egen forskning och läsning av tidningsartiklar med mera.